# Dicranophoroides australiensis
Dicranophoroides australiensis är en hjuldjursart som först beskrevs av Koste och Russell J.Shiel 1980.  Dicranophoroides australiensis ingår i släktet Dicranophoroides och familjen Dicranophoridae. Inga underarter finns listade i Catalogue of Life.